# آویکا گور
آویکا گور (به انگلیسی: Avika Gor) (زاده ۳۰ ژوئن ۱۹۹۷) بازیگر هندی است.
از فیلم‌هایی که وی در آن نقش داشته‌است می‌توان به مدرسه، ستیز و اتاق خواب پادشاه ۳ اشاره کرد.